# Nicolas Le Floch
Nicolas Le Floch fue una serie de televisión policíaca francesa, estrenada el 28 de octubre de 2008. Se basa en las novelas homónimas del escritor Jean-François Parot, mezclando elementos de crimen y misterio con un fiel retrato de la ciudad de París. Después de un descenso de audiencia durante la quinta temporada, inicialmente se pensó en cancelarla. Pero debido a las numerosas quejas enviadas a la cadena para salvar la serie, se decidió realizar una temporada más.
La serie ha sido difundida de forma internacional en Rusia, Japón, Estados Unidos, América Latina, Europa y África.

## Argumento
Nicolas Le Floch es un detective que vive en París del siglo XVIII, donde tendrá que resolver los misteriosos y en algunos casos, brutales asesinatos que se desarrollan a lo largo de la historia, ayudado por su asistente, el inspector Pierre Bourdeau.

## Elenco
- Jérôme Robart como Nicolas Le Floch[7] (1-5).
- Mathias Mlekuz como Inspector Pierre Bourdeau (1-5).
- Vimala Pons como Marie de Langremont (1-2).
- François Caron como Antoine de Sartine.
- Vincent Winterhalter como Dr. William Scemacgus (1-5).
- Michaël Abiteboul como Charles-Henri Sanson (1-5).
- Jean-Marie Winling como Mr. Noblecourt (1-5).
- Marie Verdi como Catherine (1-5).

## Episodios
Los episodios 5, 6, 7, 8 son historias originales escritas por Hugues Pagan.
- Episodio 1: L'Homme au ventre de plomb (2008)

- Episodio 2: L'Énigme des Blancs-Manteaux (2008)

- Episodio 3: Le Fantôme de la Rue Royale (2009)

- Episodio 4: L’Affaire Nicolas Le Floch (2009)

- Episodio 5: La Larme de Varsovie

- Episodio 6: Le Grand Veneur (2010)

- Episodio 7: Le Dîner de Gueux (2011)

- Episodio 8:  Le Crime de la rue des Francs-Bourgeois (2011)

- Episodio 9:  Le Crime de l’hôtel Saint-Florentin (2013)

- Episodio 10: Le Sang des farines (2013)

- Episodio 11: Le Cadavre anglais (2014)[8]·[9]

- Episodio 12: Le Noyé du Grand canal (2015)